# Carlo Carafa (kněz)
Carlo Carafa (1561 Mariglianella, Neapol – 8. září 1633 Neapol) byl italský kněz, zakladatel Kongregace zbožných venkovských katechetů (lat. Congregatio Piorum Operariorum Ruralium) zvaní též Misionáři Ardorini. Katolická církev ho považuje za ctihodného.

## Životopis
Carlo Carafa se narodil v roce 1561 v Mariglianelle, část obce v metropoli Neapoli, ve šlechtické rodině. Jeho rodiče byli Fabrizio Carafa, hrabě z Ruva, a Caterina de'Sangro. Jako dítě osiřel a byl svěřen do jezuitské školy v Nole. Chtěl vstoupit do Tovaryšstva Ježíšova, ale byl odmítnut, když onemocněl souchotinami. Začal tedy vojenskou kariéru a bojoval ve Flandrech, Savojsku a proti Osmanům, vyznamenal se při dobývání Patrasu. Protože ve vojenském životě nenašel uspokojení, chtěl svůj život obětovat Bohu a 1. ledna 1600 byl vysvěcen na kněze. Začal péčí o nemocné v nemocnici Incurabili v Neapoli. Ještě téhož roku se se skupinou kandidátů věnoval kázání na neapolském venkově. Zasažen bídou venkova a nevzdělaností jeho obyvatel založil v roce 1602 Kongregaci křesťanské nauky pro pomoc a vzdělávání venkovského obyvatelstva a městské periferie, kterou schválil papež Řehoř XV. V roce 1621 přijala název Kongregace zbožných pracovníků a Carafa byl generálním představeným téměř až do své smrti. V roce 1943 byla kongregace spojena s Kongregací (zbožných) venkovských katechetů, kterou založil Gaetano Mauro v roce 1928.
Nechal postavit komplex Santa Maria dei Monti u Ponti Rossi v Neapoli, který se stal mateřským domem institutu. Řeholníkům kongregace byly svěřeny také kostely San Giorgio Maggiore a San Nicola alla Carità, rovněž v Neapoli, Santa Maria a Castello na Monte Somma, v Maddaloni, Santa Balbina, Santa Maria ai Monti a San Giuseppe alla Lungara v Římě.
Carlo Carafa se stal rektorem arcibiskupského semináře v Neapoli a představeným Arcibratrstva křesťanské nauky v Neapoli (Arciconfraternita della Dottrina Cristiana). Jeho apoštolát byl zaměřen na cikány, turecké otroky, vězně, odsouzené na smrt a prostitutky, pro které vybudoval Conservatorio di Santa Maria del Soccorso.
Zemřel v Neapoli 8. září 1633 a byl pohřben v kostele San Nicola alla Carità.

## Úcta
Kauza kanonizace Carla Caragy byla předložena 14. září 1740 a papež Řehoř XVI. jej 16. prosince 1832 prohlásil za ctihodného.